# Zombie Nation (película)
Zombie Nation es una película estadounidense de terror dirigida por Ulli Lommel, conocido también por otros largometrajes como The Boogeyman. Se estrenó el 5 de octubre de 2004 en Estados Unidos, teniendo una mala acogida en taquilla, además de ser una de las películas peor valoradas de la historia del cine según las valoraciones de los consumidores en IMDb

## Argumento
La película trata sobre un oficial de policía ficticio del cuerpo de Los Ángeles (LAPD) llamado Joe (Günther Ziegler) a quien le apasiona arrestar, esposar y posteriormente asesinar mujeres indiscriminadamente mediante una sustancia inyectada. Se trata de un asesino en serie que realiza dichos actos con absoluta impunidad, ya que sus compañeros del distrito 707 siempre encubren sus delitos. La ola de asesinatos es interrumpida tras el encuentro con una joven de 17 años llamada Romy (Martina Bottesch), quien al escuchar acerca de las misteriosas desapariciones de mujeres en su vecindario, decide recurrir a una bruja para poder obtener protección. De este modo, cuando el oficial Joe secuestra y asesina a Romy, su fortuna da un cambio radical ya que de pronto se ve asediado por un violento ejército de mujeres zombis que él había matado hambrientas de venganza.

## Reparto
- Günther Ziegler como Joe Singer.
- Brandon Dean como	Vitalio.
- Axel Montgomery como detective MacQueen.
- Phil Lander como Scott.
- Martina Bottesch como Romy.